# Кинематограф России
Росси́йское кино́ — киноискусство и киноиндустрия Российской Федерации. Хронологически охватывает период с мая 1896 года по настоящее время.
Исторически российское кино развивалось в последние два десятилетия существования Российской империи, краткий период в Российской республике, затем в РСФСР в составе СССР и с декабря 1991 года, после упразднения СССР, развивается в Российской Федерации.

## История

### В Российской империи
Первый киносеанс в России состоялся 4 (16) мая 1896 года в Санкт-Петербурге в летнем увеселительном саду «Аквариум». С 1900 до 1918 года российское кино бурно развивалось, было очень распространено и популярно в Санкт-Петербурге, Москве, Киеве, Одессе, Нижнем Новгороде, Баку, Тифлисе, Екатеринбурге; было популярно и иностранное кино.
В 1896 году в России был снят первый документальный фильм-репортаж, посвящённый коронации Николая II.
Первым художественным фильмом, снятым в Российской Империи, был шестиминутный фильм «Стенька Разин» (1908).
С 1906 до 1920 года в российском кинематографе работал Александр Ханжонков — предприниматель, организатор кинопромышленности, продюсер, режиссёр, сценарист, один из пионеров русского кинематографа. Его воспоминания частично опубликованы в книге «Первые годы русской кинематографии». Киноателье Ханжонкова принадлежит множество важнейших достижений в развитии российского кино. В 1911 году на экраны выходит первый в России полнометражный фильм «Оборона Севастополя», совместно поставленный Ханжонковым и Гончаровым. В 1912 году компания выпускает в прокат первый в мире мультфильм, снятый в технике объёмной анимации — «Прекрасная Люканида, или Война усачей с рогачами» в постановке Владислава Старевича. С начала 1910-х годов компания Ханжонкова становится лидером российского кинопроизводства, у Ханжонкова работают Василий Гончаров, Александра Гончарова, Андрей Громов, Пётр Чардынин и Иван Мозжухин. В начале 1912 года акционерное общество «Ханжонков и К°» имеет уставной капитал 500 тысяч рублей.
В Санкт-Петербурге с февраля 1910 года по 1912 год выходил российский ежемесячный журнал «Синематограф», посвящённый кинематографу.
Весной 1917 года Ханжонков вместе с большинством сотрудников своей компании выезжает в Крым и организует полноценное кинопроизводство в Ялте.

### Советское кино
Понятие «советское кино» или «кинематограф СССР» охватывает хронологический период с 30 декабря 1922 года, когда РСФСР, Украинская ССР, Белорусская ССР и Закавказская СФСР (союз Азербайджана, Армении и Грузии) объединились в одно государство — Союз Советских Социалистических Республик и по 26 декабря 1991 года, когда Верховный Совет СССР принял в Москве Декларацию об упразднении СССР. Таким образом, первоначально понятие «кинематограф СССР» относилось только к шести национально-государственным образованиям. К моменту распада СССР в 1991 году это понятие охватывало кинематограф и киноиндустрию 15 союзных республик.
Молодое советское кино зарождалось в 1920-е годы в эпоху немого кино. Новаторское, так называемое «пролетарское киноискусство», призывающее к мировой революции, вызывало интерес за пределами СССР благодаря очевидным для зрителя художественным достоинствам, достигнутым в области режиссуры, операторского искусства, монтажа, игры актёров. Особенно ценными киноведы, кинокритики и историки кино считают работы Дзиги Вертова и Сергея Эйзенштейна, чьи кинофильмы и методы работы значительно повлияли на развитие кинематографа не только в СССР, но и во всем мире.
Рядом талантливых советских режиссёров-документалистов 1920-х годов были созданы фильмы, также способствовавшие развитию всего мирового киноискусства.
Первый советский фантастический фильм — «Аэлита» вышел на экраны в 1924 году.
В 1925 году режиссёром Сергеем Эйзенштейном был создан фильм «Броненосец „Потёмкин“», признанный художественными критиками одним из лучших фильмов всех времён и народов. В том же году выходит первый советский полнометражный мультипликационный фильм «Китай в огне».
Первый звуковым советским фильмом стала кинолента «Путёвка в жизнь» (1931). Спустя пять лет в 1936 году на экраны вышел первый цветной полнометражный фильм режиссёра Николая Экка «Груня Корнакова» («Соловей-соловушко»).
Травля оппозиции в сталинский период ударила и по кинематографу СССР: в 1926 году Ханжонков вместе с группой руководителей «Пролеткино» был арестован. Позднее ввиду отсутствия доказательств вины он был освобождён, но лишён политических прав и ему было запрещено работать в кинематографии.
В сталинский период образ Сталина широко использовался в киноискусстве во время культа личности.
Основополагающим стилем при создании фильмов стал считаться социалистический реализм.
Официальной поддержкой государственной власти и свободным доступом на широкий экран пользовались комедии «массового смеха» и курьёзных положений, разрешавшихся в итоге ко всеобщему благополучию в интересах коллективизма и победившего социализма, такие как «Весёлые ребята», «Цирк», «Богатая невеста», «Трактористы».
Развивался художественно-исторический кинематограф, получивший наиболее яркое своё воплощение в фильме «Чапаев» (1934).
Особняком от магистрального процесса движения советского кинематографа стоит попытка воплощения на киноэкране языка футуристического будущего, предпринятая в фильме «Строгий юноша» режиссёром Абрамом Роомом по сценарию Юрия Олеши.
В 1935 году прошёл Советский кинофестиваль в Москве (второй в мире после Венецианского).
В 1938 году на экраны Советского Союза вышел первый советский хроникальный цветной фильм Московской студии кинохроники «Цветущая молодость» (режиссёр Н. Соловьёв), а также первый цветной фильм-концерт «Весёлые артисты» (Союздетфильм).
Достижением советского кинематографа в 1930-е годы оказалось создание особого кинематографического языка, который соединил в себе реалистические традиции русского сценического искусства, известные во всем мире как система Станиславского, с новейшими техническими приёмами, на которые тогда оказался способным мировой кинематограф.
Можно отметить таких мастеров кино как Лео Арнштам, Сергей Юткевич, Фридрих Эрмлер, Михаил Ромм, Лев Кулешов, начинал свой труд прославленного документалиста Роман Кармен.
Первый советский цветной фильм-сказка «Конёк-Горбунок» вышел в прокат уже после начала Второй мировой войны — в июле 1941 года.
В 1944 году на Свердловской киностудии был снят первый советский фильм-оперетта «Сильва», премьера которого состоялась 13 ноября 1944 года в Свердловске.
В 1942 году выходит документальный фильм «Разгром немецких войск под Москвой». Картина получила Сталинскую премию первой степени, а спустя год — «Оскар» в номинации «лучший документальный фильм». Эта статуэтка стала первой для советского кино.
После Второй мировой войны лишь единичные советские фильмы имели успех за рубежом. Это объясняется тем, что специфика советской жизни была непонятна и неинтересна иностранному зрителю, советские фильмы считались довольно примитивными. С другой стороны и в СССР доступ к иностранному кино был весьма ограничен по идеологическим причинам.
Внутри СССР советское кино было одним из наиболее доступных и популярных видов искусства; во время демонстрации удачно снятых кинофильмов кинотеатры распродавали билеты на все имеющиеся места в залах, киноиндустрия приносила государству значительный доход. Однако некоторые жанры киноискусства, присущие мировому кинематографу, были советской цензурой запрещены к производству, допустимая художественная стилистика фильмов была значительно сужена в сравнении с подобным за пределами СССР.
В конце 1950-х годов ситуация стала меняться. «Оттепель» способствовала тому, что сама стилистика советского кино изменилась — в фильмах уменьшилось количество пафоса, оно приблизилось к реализму, нуждам и заботам простых людей.
Фильм-сказка режиссёра-постановщика Александра Птушко «Садко» (1952) получил премию «Серебряный Лев Святого Марка» на XIV Венецианском кинофестивале (1953).
В 1958 году фильм «Летят журавли» стал первым и единственным в истории советским фильмом, удостоенным одной из наиболее престижных кинопремий мира — «Золотой пальмовой ветви» Каннского кинофестиваля.
С 1959 года стал проводиться каждые два года Московский международный кинофестиваль (в 1972 году фестивалю был присвоен высший класс А).
В 1962 году советский фильм «Иваново детство» молодого режиссёра Андрея Тарковского впервые был удостоен главного приза «Золотой лев» на Венецианском кинофестивале (второй раз «Золотой лев» советский фильм получил лишь на самом закате существования страны — в 1991 году приз был вручён картине Никиты Михалкова «Урга — территория любви»).
Советские фильмы неоднократно выдвигались на премию «Оскар» в номинации «Лучший фильм на иностранном языке». Победу одержали три картины: «Война и мир» (1968), советско-японский «Дерсу-Узала» (1975), «Москва слезам не верит» (1981).
Советские кинематографисты достаточно активно сотрудничали не только с коллегами из стран социалистического лагеря (преимущественно — из Восточной Европы), но и несмотря на декларируемые идеологические противоречия, с продюсерами, режиссёрами, актёрами из т. н. «капиталистических стран».
Сергей Бондарчук был одним из немногих режиссёров, которым было разрешено снимать и сниматься за железным занавесом; в советское время он считался мастером грандиозных батальных сцен с многотысячной массовкой («Война и мир», «Ватерлоо»).
Несмотря на цензуру и запреты, в СССР во второй половине XX века было создано несколько талантливых «авторских» киноработ, некоторыми критиками рассматривающихся как шедевры мирового кинематографа. Здесь фильмы Андрея Тарковского, вынужденного позднее эмигрировать из СССР, Сергея Параджанова, открывшего бездны выразительности на фольклорном материале, и Киры Муратовой.
Любовью и популярностью зрителей пользовались комедии Эльдара Рязанова и Леонида Гайдая, трагикомедии Георгия Данелии, вышел ряд фильмов катастроф («Экипаж», 1979 и пр.) и боевиков («Пираты XX века» , 1980 и др.)
С началом перестройки советское кино начало менять свой облик (знаковым событием позднего периода истории советского кинематографа стал V съезд Союза кинематографистов, состоявшийся в мае 1986 года).
Стали появляться доселе невообразимые по откровенности фильмы, отражавшие перемены в советском обществе. Примером такого перестроечного кино может служить фильм «Маленькая Вера», ставший широко известным и за рубежом. В конце 1980-х годов появляется коммерческий кинематограф (см. Кооперативное кино).

### Постсоветское кино России
Со времени распада СССР все 1990-е годы российское кино долгое время находилось в упадке.
В российском кинематографе 1990-х больше преобладают малобюджетные фильмы низкого качества. Выходят комедии, высмеивающие ситуацию в стране и криминальные фильмы, а также драмы, критикующие советское прошлое, зачастую с изрядной долей чернухи и натурализма.
Из-за экономического кризиса 1998 года финансирование кинопроизводства резко сократилось. В связи с этой ситуацией появлялось много мелких частных киностудий. Но иногда выходили такие значительные кассовые фильмы, как: «Анкор, ещё анкор!» (1993), «Вор» (1997), комедии «На Дерибасовской хорошая погода, или На Брайтон-Бич опять идут дожди» (1992), «Ширли-мырли» (1995), «Особенности национальной охоты» (1995).

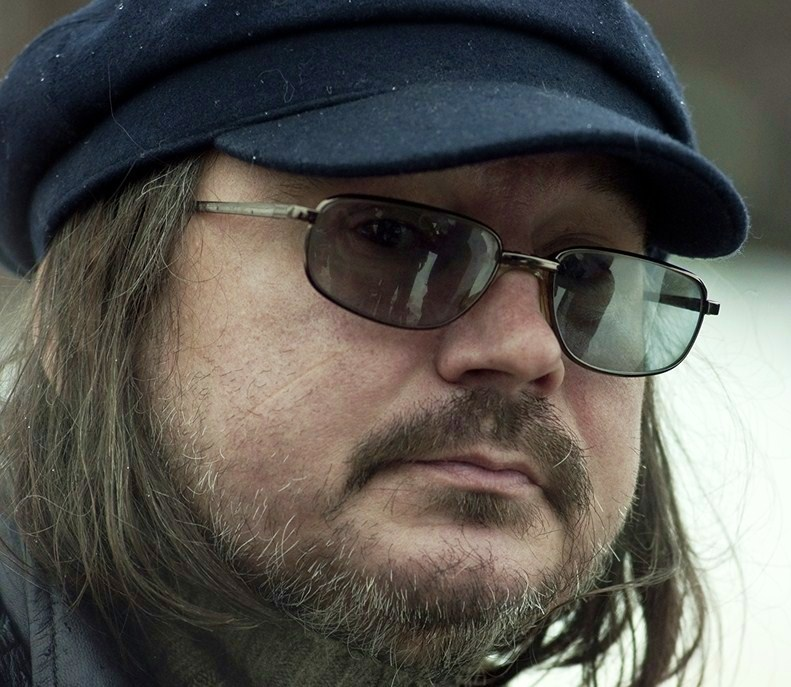
Один из наиболее ярких российских режиссёров Алексей Балабанов (1959—2013)

Первым хитом этого времени была картина «Брат» (1997) Алексея Балабанова, затем его же фильм «Про уродов и людей» (1998) и другое кино, отражавшее пессимистические настроения. Среди сценаристов выделяются Алексей Саморядов и Пётр Луцик («Окраина», 1998).
Единственным отечественным фильмом, получившим «Оскар» после распада СССР, стал фильм Никиты Михалкова «Утомленные солнцем» (1994). Мультфильм «Старик и море» (1999) Александра Петрова был удостоен премий «Оскар» и «BAFTA».

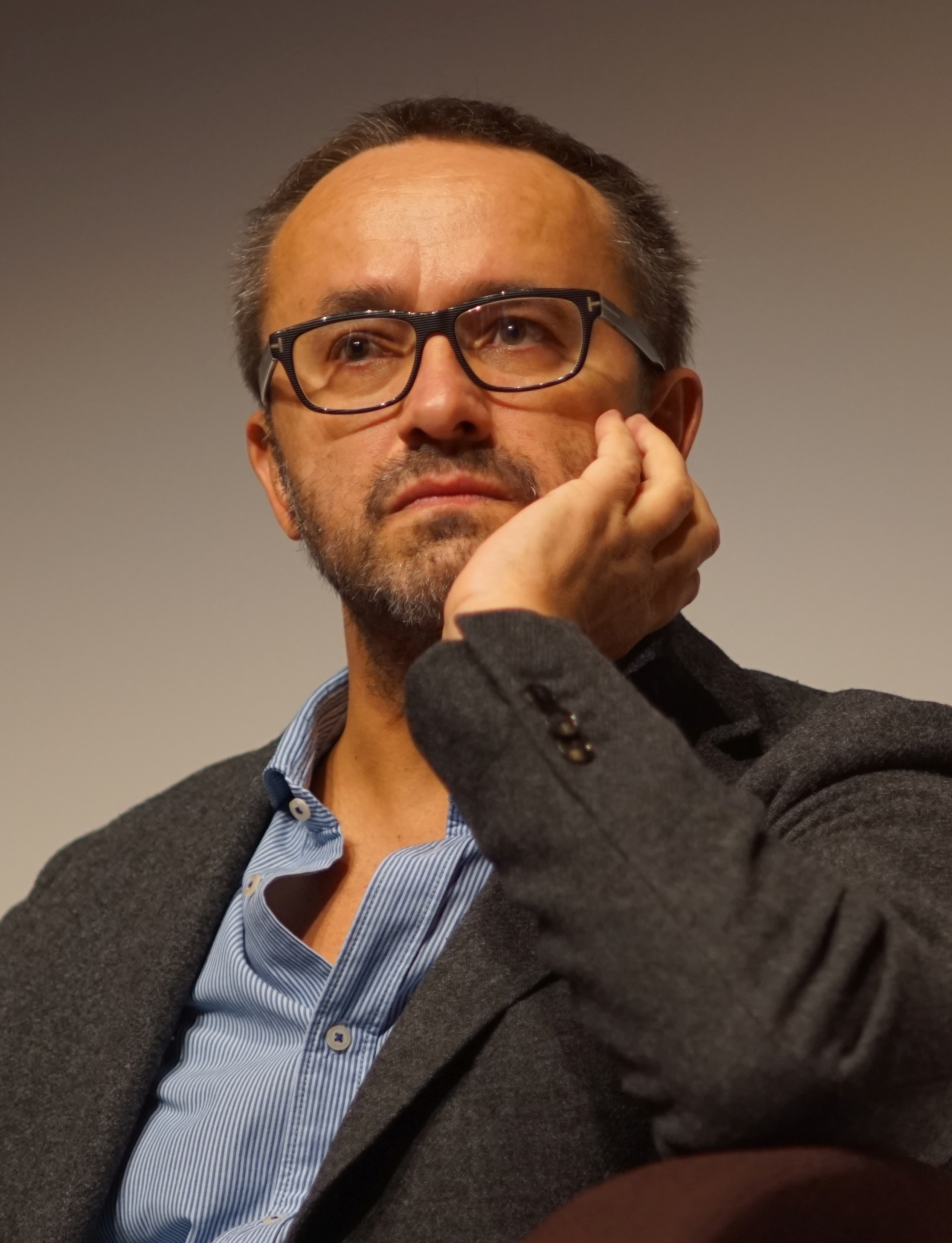
Фильмы Андрея Звягинцевв получили ряд премий на крупнейших европейских фестивалях

В 2000-е годы стали появляться кинокомпании, которые занимаются массовым производством телевизионных фильмов и сериалов, в основном малобюджетных. Появились многочисленные телесериалы на криминальную тематику: «Улицы разбитых фонарей» (1998—2019), «Бандитский Петербург» (1999—2007), «Агент национальной безопасности» (1999—2022), «Бригада» (2002) и другие. Появились и мелодраматические сериалы, рассчитанные на женщин: большие рейтинги приобрели сериалы, заменившие на экране поток аналогичных бразильских и мексиканских. Появились ситкомы, которые адаптировались с западных проектов: «Счастливы вместе» (2006—2013), «Папины дочки» (2007—2013), «Воронины» (2009—2019), «Интерны» (2010—2016), «Кухня» (2012—2016) и другие.
С 2003 года в России стали выходить прибыльные мультипликационные фильмы. Популярность приобрёл мультипликационный бренд «Смешарики» и такие мультсериалы: «Маша и Медведь», «Лунтик и его друзья», «Фиксики». При поддержке Федерального агентства по культуре и кинематографии создан многолетний сказочный мультипликационный сериал «Гора самоцветов».
Первые российские трёхмерные кинофильмы по технологии RealD Cinema и некоторым другим начали сниматься в 2007 году, однако они не имели большого успеха, так как фильмы были преимущественно любительскими. Более кассовые фильмы в таком формате появились только в 2010 году.
Значительным фестивальным достижением[каким?] стал фильм «Дикое поле» 2008 года.
В 2010 году вышло 98 художественных фильмов российского производства, но по данным сайта kino-teatr.ru, вышло в кинопрокат 160 российских игровых фильмов. А в 2011 году вышло 103 российских фильма. Свой вклад в возрождение отечественного кинематографа внесла Русская православная церковь, при её участии на экраны страны вышли художественные фильмы «Остров» (2006), «Поп» (2009), «Орда» (2012) и другие киноленты.
На сегодня российское кино носит преимущественно развлекательный характер (95 % фильмов). Это объясняется высокой прибыльностью, особенно в области телевизионного кино, и высокими рейтингами таких фильмов на телевидении. Однако в России снимаются и такие драматические кинокартины, как «Ворошиловский стрелок», «В августе 44-го…», «Остров» (2006) и другие.
Одним из наиболее ярких артхаусных режиссёров 1990-х и 2000-х стала Кира Муратова.
С 2010 года критики отмечают появление новой волны авторского кино — «урбореализма», имеющего корни в лирическом советском кинематографе и вызывающего резонанс у зрителей. К этим фильмам относятся «Упражнения в прекрасном», «Шапито-шоу», «Какраки», «Простые вещи», «О чём говорят мужчины», «Хороший мальчик» и представляют собой драмы, мелодрамы и комедии о жизни простых горожан. Эксцентрика и карнавализация повседневности — основная эстетика этого кино.
В 2023 году вышел фильм «Вызов», часть сцен которого была снята на Международной космической станции (МКС) самим режиссёром, что делает картину первым полнометражным фильмом, снятым в космосе профессиональными кинематографистами.
В 2025 году впервые в истории на премию Оскар был номинирован российский актер — Юра Борисов за роль второго плана в фильме «Анора».
Среди ведущих российских режиссёров первой четверти XXI века, удостоенных национальных и международных кинопремий, можно отметить таких кинематографистов как:
- Сарик Андреасян (род. 1984)
- Алексей Балабанов (1959—2013),
- Кантемир Балагов (род. 1991),
- Тимур Бекмамбетов (род. 1961),
- Фёдор Бондарчук (род. 1967),
- Юрий Быков (род. 1981),
- Алексей Герман-младший (род. 1976),
- Андрей Звягинцев (род. 1964),
- Андрей Кончаловский (род. 1937),
- Николай Лебедев (род. 1966),
- Павел Лунгин (род. 1949),
- Анна Меликян (род. 1976),
- Никита Михалков (род. 1945),
- Кирилл Серебренников (род. 1969),
- Александр Сокуров (род. 1951),
- Валерий Тодоровский (род. 1962),
- Алексей Учитель (род. 1951),
- Алексей Федорченко (род. 1966),
- Борис Хлебников (род. 1972).

Начиная с конца 1990-х годов, в республиках России формируется свой национальный кинематограф. Снимаются фильмы на татарском, якутском и прочих языках. Эти фильмы имеют более локальное распространение, однако в некоторых регионах занимают до 20 % прокатного времени и по популярности обгоняют зарубежные блокбастеры.

## Киноиндустрия
С 2004 по 2012 год количество экранов в России увеличилось в 3,6 раза и превысило 3 тысячи. По коммерческим сборам, составляющим более одного миллиарда долларов в год, российский рынок находится на 4-й позиции в Европе с 2009 года.
Доля российского кино снизилась с 22-29 % (2000—2009) и занимает 13,8 % (2012) кинорынка страны.
Несмотря на рост производства фильмов и лидирующим темпам строительства кинотеатров в мире в последнее время, посещаемость кинотеатров снижается (2011), либо растёт незначительно (2012). С одной стороны, это связано с отсечением поколения 30 и 40-летних зрителей из-за преобладания блокбастеров, а с другой стороны — конкуренцией с другими медиа. При этом средняя стоимость билетов приблизилась к восьми долларам, что сопоставимо с ценами на Западе.
Часть государственных денег в бюджетах художественных фильмов составляет: в 2010 году — 19 %, в 2011 — 24 %, в 2012 — 44 %.
За период 2010—2020 гг. доля отечественных фильмов в кинопрокате РФ выросла с 14 % до 30 %.

### Самые высокобюджетные российские фильмы
Ниже представлен перечень 14 самых высокобюджетных российских картин в истории проката (без учёта инфляции). Сведения представлены по состоянию на 11 апреля 2025 года.

| №  | Название                            | Год  | Бюджет, $  |
| -- | ----------------------------------- | ---- | ---------- |
| 1  | «Вий 2. Тайна Печати дракона»       | 2019 | 50 000 000 |
| 2  | «Утомлённые солнцем 2: Цитадель»    | 2011 | 45 000 000 |
| 3  | «Утомлённые солнцем 2: Предстояние» | 2010 | 40 000 000 |
| 4  | «Обитаемый остров»                  | 2008 | 36 500 000 |
| 5  | «Сибирский цирюльник»               | 1998 | 35 000 000 |
| 6  | «Сталинград»                        | 2013 | 30 000 000 |
| 7  | «Вий 3D»                            | 2014 | 26 000 000 |
| 8  | «Матильда»                          | 2017 | 25 000 000 |
| 9  | «Солнечный удар»                    | 2014 | 21 000 000 |
| 10 | «Викинг»                            | 2016 | 20 800 000 |
| 11 | «Адмиралъ»                          | 2008 | 20 000 000 |
| 12 | «Август. Восьмого»                  | 2012 | 19 000 000 |
| 13 | «Он — дракон»                       | 2015 | 18 000 000 |
| 14 | «Монгол»                            | 2007 | 18 000 000 |

## Прокат
Прокатное удостоверение — понятие «прокатное удостоверение» появилось в российских законах с 1993 года, когда премьер-министр России В. С. Черномырдин подписал постановление «О регистрации кино- и видеофильмов», основным предназначением которого была борьба с распространением пиратского контента.

### Самые кассовые фильмы
Рейтинг самых кассовых фильмов кинопроката России. Цифры даны 13 апреля 2023 года.

| №  | Название                                     | Кассовые сборы, ₽ | Зрители    | Год  | Прим.    |
| -- | -------------------------------------------- | ----------------- | ---------- | ---- | -------- |
| 1  | Чебурашка                                    | 6 772 955 856     | 22 376 657 | 2023 | [ # 1 ]  |
| 2  | Холоп                                        | 3 073 864 075     | 11 636 735 | 2019 | [ # 2 ]  |
| 3  | Движение вверх                               | 2 970 588 767     | 12 020 021 | 2017 | [ # 3 ]  |
| 4  | Т-34                                         | 2 273 745 807     | 8 840 748  | 2018 | [ # 4 ]  |
| 5  | Последний богатырь: Посланник тьмы           | 2 205 514 975     | 7 285 613  | 2021 | [ # 5 ]  |
| 6  | Последний богатырь: Корень зла               | 2 050 253 943     | 7 160 295  | 2020 | [ # 6 ]  |
| 7  | Полицейский с Рублёвки. Новогодний беспредел | 1 688 520 350     | 6 334 950  | 2018 | [ # 7 ]  |
| 8  | Последний богатырь                           | 1 673 350 147     | 7 407 923  | 2017 | [ # 8 ]  |
| 9  | Сталинград                                   | 1 620 750 726     | 5 913 693  | 2013 | [ # 9 ]  |
| 10 | Викинг                                       | 1 511 525 876     | 5 734 517  | 2016 | [ # 10 ] |

## Кинофестивали
Начиная с Перестройки, стали появляться новые кинофестивали, число которых превышает на сегодняшний день полсотни.
- Московский международный кинофестиваль — ежегодный международный фестиваль класса А
- Кинотавр (1989—2021, Сочи)
- Киношок (1992 — н.в., Анапа)
- Международный кинофестиваль «Послание к человеку» (1989 — н.в., Санкт-Петербург)
- Международный кинофестиваль «Зеркало» имени Андрея Тарковского (2007 — н.в., Иваново)
- Окно в Европу (1995 — н.в., Выборг)
- Золотой Витязь (1992 — н.в., разные города)
- Меридианы Тихого (2003 — н.в., Владивосток)
- Сталкер (1995 — н.в., Москва)
- Саратовские страдания (2004 — н.в., Саратов)
- Международный кинофестиваль «Восток&Запад. Классика и авангард» (2008 г.-н.в., Оренбург)

## Кинопремии
- Ника (кинопремия)
- Золотой орёл (кинопремия)

## Журналы
- «Сине-фоно» (1907—1918)
- Советский экран
- Сеанс
- Афиша
- Искусство кино

## Российское кино за рубежом
Помимо фестивальных наград, российское кино получает и массового зрителя за границей. В частности, фильм «Ночной дозор» был приобретён в 50 странах и занял 4-е место в немецком бокс-офисе.
В 2015 году Верховная Рада Украины запретила распространение и публичное демонстрирование российских фильмов, пропагандирующих военные и силовые формирования РФ. В том же году Госкино Украины запретило к показу 162 российских фильма и сериала (см. Бойкот российского кино).